# Lotta’s Fountain

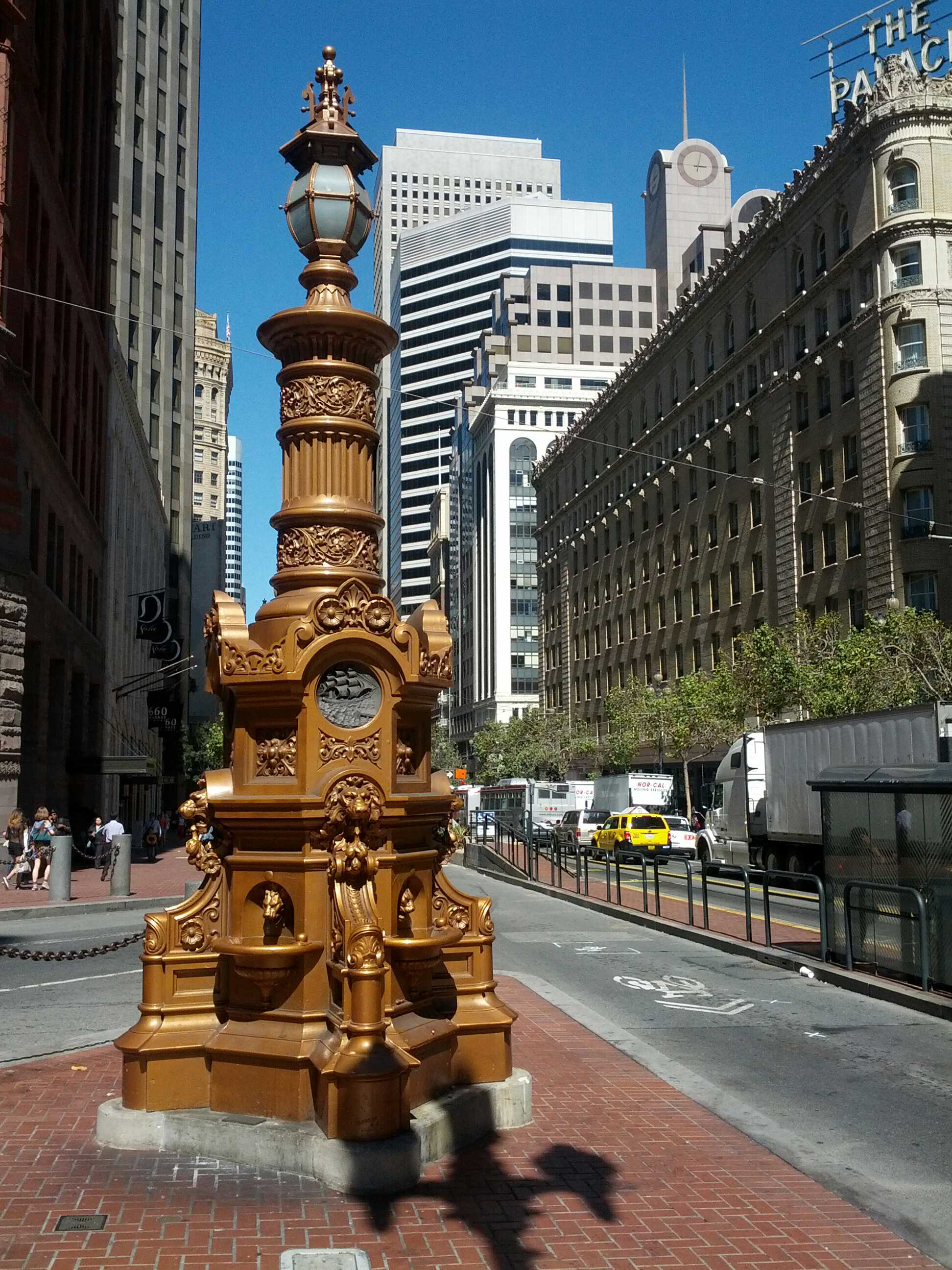
Lotta’s Fountain

Lotta’s Fountain („Lottas Brunnen“) ist ein 1875 eingeweihter gusseiserner Brunnen in San Francisco. Der Brunnen ist das älteste erhaltene Denkmal in der Stadt und gleichzeitig ein beliebter Treffpunkt. Er steht auf einer Fußgängerinsel, wo die Geary Street und die Kearny Street in die Market Street münden, eine der wichtigsten Durchgangsstraßen in der Innenstadt von San Francisco.

## Geschichte und Bedeutung

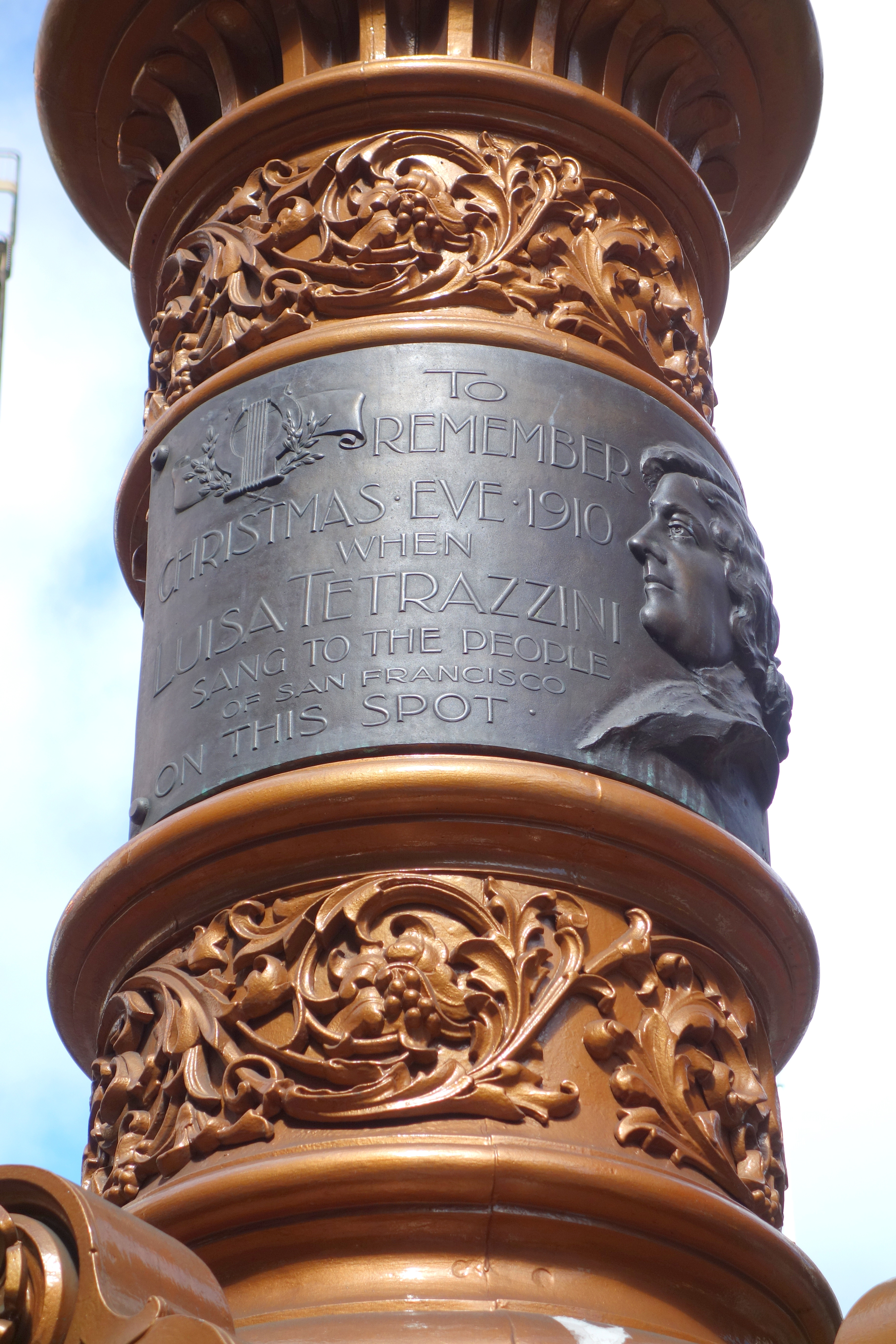
Plakette, die an den Auftritt von Luisa Tetrazzini erinnert

Der ursprünglich als Trinkwasserbrunnen dienende Brunnen ist eine Stiftung von Lotta Crabtree und trägt entsprechend ihren Namen. Lotta Crabtree war eine US-amerikanische Schauspielerin, Entertainerin und Komikerin, die zwar 1847 in New York geboren wurde, deren Familie aber zu Beginn der 1850er Jahre in das vom Goldrausch geprägte Kalifornien zog. Lotta Crabtree trat bereits als Kind in Saloons der rasch entstehenden Goldgräberstädte auf. Ab 1856 lebte sie mit ihrer Mutter in San Francisco und trat sowohl dort als auch im Umland von San Francisco als „Miss Lotta, the San Francisco Favorite“ auf. Die Familie zog zwar 1864 an die Ostküste der USA zurück, die dort zu nationalem Ruhm gelangte Lotta Crabtree bedankte sich jedoch 1875 mit der Stiftung des Brunnens bei der Stadt, die so wesentlich für ihre Karriere war. Der Brunnen mit seinen wasserspeienden Löwenköpfen wurde im Auftrag von Crabtree in Philadelphia gegossen und nach San Francisco gebracht. Bei seiner Einweihung war Lotta Crabtree wegen einer Tournee im Osten der Vereinigten Staaten nicht dabei: In Anwesenheit des Bürgermeisters James Otis und des Schauspielers Henry Edwards trank eine Tante von Crabtree als erste vom Wasser, das aus dem Brunnen sprudelte.
Nach dem schweren Erdbeben in den frühen Morgenstunden des 18. April 1906 und der schweren Brände in dessen Folge im gesamten Stadtgebiet war der Brunnen eines der wenigen Bauwerke, die noch standen. Deswegen wurde er zu einem wichtigen Treffpunkt. Eine Plakette am Brunnen erinnert an dieses Ereignis und die Rolle, die der Brunnen während der Katastrophe spielte. Bis heute wird an jedem 18. April morgens um 5 Uhr 12, dem Zeitpunkt des Bebens, hier des Erdbebens gedacht.
Eine weitere Plakette erinnert an das Konzert der führenden lyrischen Koloratur-Sopranistin Luisa Tetrazzini vor dem Brunnen. Nach Vertragsstreitigkeiten konnte sie in New York über einen längeren Zeitraum nicht auftreten, worauf sie erklärte, in San Francisco auf der Straße singen zu wollen, denn dort könne man noch frei singen. Dieses Versprechen löste sie Weihnachten 1910 ein. Dem Ereignis wohnten angeblich 250.000 Zuschauer bei.

## Einzelbelege
1. 1 2 3  Atlas Obscura über Lotta’s fountain, aufgerufen am 5. August 2016
2. ↑  Lotta Crabtree, History of American Women: Lora Crabtree, aufgerufen am 5. August 2016
3. 1 2 3  Lotta’s Fountain auf zpub.com, aufgerufen am 5. August 2016

Koordinaten: 37° 47′ 17″ N, 122° 24′ 13″ W